# Diocesi di Fiorentino
La diocesi di Fiorentino (in latino Dioecesis Florentinensis) è una sede soppressa e sede titolare della Chiesa cattolica.

## Territorio
Sede vescovile era il borgo medievale di Castel Fiorentino (o Fiorentino di Puglia), i cui ruderi si trovano a 10 km da Torremaggiore presso la strada provinciale San Severo-Castelnuovo della Daunia.
Fiorentino, borgo bizantino di frontiera, fu rifondato ad opera del catapano Basilio Boioannes intorno al 1018; in seguito, esso cadde sotto il controllo normanno, poi svevo, infine angioino. Fiorentino divenne celebre perché vi trovò la morte l'imperatore Federico II nel 1250.
Tra i ruderi dell'antica città medievale emergono i resti della cattedrale, dedicata a Sant'Angelo, "rispecchiando l'espandersi del culto micaelico dal polo garganico"; ridotta al rango di arcipretura, era ancora officiata nel XVI secolo.

## Storia
La diocesi fu eretta probabilmente agli inizi dell'XI secolo dal catapano Basilio Boioannes, ed era una delle tante diocesi erette in Capitanata dai bizantini per contrastare le mire espansionistiche della longobarda Benevento.
È documentata per la prima volta nel 1018, assieme alle diocesi di Montecorvino, Dragonara, Civitate e Lesina.
Inizialmente la diocesi dipendeva dal patriarcato di Costantinopoli ed il rito liturgico in uso era quello greco, sostituito da quello latino quando la regione venne conquistata dai Normanni verso la metà dell'XI secolo. Il 22 gennaio 1055, papa Vittore II, da Montecassino, emana una bolla con la quale procede all'annessione delle diocesi della Capitanata alla metropolia di Benevento.
Oltre alla cattedrale, il sito archeologico ha riportato alla luce solo una delle tante chiese, circa una dozzina, documentate dalle fonti scritte e che si trovavano dentro e fuori le mura cittadine; tra queste Santa Maria, San Cristoforo, San Giorgio e San Lorenzo avevano un arciprete; San Nicola, Santa Maria, San Donnino e la Santissima Trinità dipendevano dall'abbazia di Torremaggiore; San Nicola e San Pietro; Santa Maria Coronata, concessa dal vescovo Ramfredo nel 1205 a San Leonardo di Siponto; e San Leone, che dipendeva dal monastero extraurbano di San Salvatore.
Oltre a Ramfredo è ben documentato anche il vescovo Roberto II, che partecipò nel 1179 al quarto concilio lateranense, nel 1182 prese parte alla consacrazione della chiesa abbaziale di Montevergine e nel 1197 alla consacrazione della cattedrale di San Marco a Bovino.
A partire dal XIV secolo, la città fu progressivamente abbandonata. Un documento della cancelleria angioina del 1313 menziona una serie di città della Capitanata che a causa dell'insalubrità e della pressione fiscale si andavano spopolando. Tra questa anche la città di Fiorentino, la cui diocesi fu soppressa alla morte dell'ultimo vescovo, Meglio, nel 1410, ed il suo territorio annesso a quello della diocesi di Lucera.
Dal 1968 Fiorentino è annoverata tra le sedi vescovili titolari della Chiesa cattolica; dal 20 marzo 2025 l'arcivescovo, titolo personale, titolare è Ignazio Ceffalia, nunzio apostolico in Bielorussia.

## Cronotassi

### Vescovi
- Landolfo † (menzionato nel 1061)[8]
- Roberto I † (prima del 1071- dopo il 1087)[8]
- Roberto II † (prima di marzo 1179 - dopo gennaio 1203)[9][10]
- Ramfredo † (prima di luglio 1205 - dopo marzo 1224)[11]
- Anonimo † (16 ottobre 1236 - ?)[12]
- Ruggero I † (prima di dicembre 1238 - dopo maggio 1239)[13]
- Anonimo † (menzionato nel 1252 e nel 1254)[13]
- Guglielmo † (menzionato nel 1304)[13]
- Giacomo † (1321 - ?)
- Anonimo † (menzionato nel 1331)[14]
- Ruggero II † (? - circa 1344 deceduto)
- Matteo, O.S.B. † (23 giugno 1344 - ?)
- Simeone † (? deceduto)
- Elia † (4 dicembre 1374 - ?)
  - Giovanni † (2 febbraio 1389 - ?) (antivescovo)[15]
- Meglio † (22 giugno 1391 - 1410 deceduto)
  - Sede soppressa

### Vescovi titolari
- Luigi Barbarito † (11 giugno 1969 - 12 marzo 2017 deceduto)
- Francisco Cota de Oliveira (7 giugno 2017 - 10 giugno 2020 nominato vescovo di Sete Lagoas)
- Ângelo Ademir Mezzari, R.C.I. (8 luglio 2020 - 30 dicembre 2024 nominato arcivescovo di Vitória)
- Ignazio Ceffalia, dal 25 marzo 2025